# Bradshaw's Guide
Pour les articles homonymes, voir Bradshaw.
Les guides Bradshaw sont un ensemble de guide des transports pour les voyageurs du XIXe siècle. Le premier a été publié par George Bradshaw (en) en octobre 1839 et ils ont duré jusqu'en 1961.

## Mentions dans la littérature
Les écrivains du XIXe siècle et du début du XXe siècle font de fréquentes mentions du Bradshaw à travers leurs personnages. Charles Dickens le cite dans ses nouvelles The Portrait-Painter's Story (1861) et Mrs Lirriper's Lodgings (1863), comme Anthony Trollope dans ses romans Le Directeur (en) (1855), Les Tours de Barchester (en) (1857) et He Knew He Was Right (en) (1869). Dans Le Tour du monde en quatre-vingts jours de Jules Verne (1872), Phileas Fogg emporte un guide Bradshaw. Dans The Book Bag de W. Somerset Maugham (1932), le narrateur déclare :
« I would sooner read the catalogue of the Army and Navy Stores or Bradshaw's Guide than nothing at all, and indeed have spent many delightful hours over both these works. »
— W. Somerset Maugham, The Book Bag

« J'avais bientôt préféré lire le catalogue des boutiques de l'armée et de la marine ou le guide Bradshaw plutôt que rien, et j'ai en effet passé beaucoup heures délicieuses avec ces deux ouvrages. »
— The Book Bag
Les auteurs de romans policiers ont été fascinés par les trains et leurs horaires, particulièrement comme nouvelle source d'alibis. On en trouve la trace dans The Footsteps at the Lock (en) de Ronald Knox (1928) et dans les romans de Freeman Wills Crofts. Arthur Conan Doyle le mentionne dans La Vallée de la peur (1915) : « the vocabulary of Bradshaw is nervous and terse, but limited. » (le vocabulaire de Bradshaw est nerveux et laconique, mais limité). On en trouve aussi mention dans une histoire de Sherlock Holmes plus ancienne, Les Hêtres rouges (1892), dans le long poème de Lewis Carroll Phantasmagoria (en) (1869) et dans le Dracula de Bram Stoker (1897), où le comte Dracula consulte un « guide Bradshaw anglais » pour planifier son voyage en Angleterre. Dans l'opéra-comique de 1866 Cox and Box (en),  on trouve le dialogue suivant : 
« - BOX: Have you read this month's Bradshaw, sir?

- COX: No, sir. My wife wouldn't let me. »
Il y est aussi fait allusion dans La Mort dans les nuages d'Agatha Christie  (1935) : « Mr Clancy, writer of detective stories ... extracted a Continental Bradshaw from his raincoat pocket ... to work out a complicated alibi. » Un guide Bradshaw est aussi mentionné dans son roman Mr Brown (1922). Dans Rebecca de Daphné du Maurier (1938), la deuxième Mrs de Winter remarque que « Certaines personnes ont pour vice de lire les Bradshaws. Ils planifient d'innombrables voyages à travers le pays pour le plaisir d'établir des correspondances impossibles. » (chapitre 2). On trouve une autre référence dans L'Énigme des sables (en) de Robert Erskine Childers (1903) : « ... an extraordinary book, Bradshaw, turned to from habit, even when least wanted, as men fondle guns and rods in the close season. »
Dans Le Nommé Jeudi de G. K. Chesterton (1908), le protagoniste Gabriel Syme fait l'éloge de Bradshaw comme un poète majeur : « No, take your books of mere poetry and prose; let me read a time table, with tears of pride. Take your Byron, who commemorates the defeats of man; give me Bradshaw, who commemorates his victories. Give me Bradshaw, I say! » Dans Zuleika Dobson, une satire fantaisiste de Max Beerbohm sur les étudiants d'Oxford (1911), un des deux livres de la « bibliothèque » de l'irrésistible Zuleika est un guide Bradshaw.
Le roman de Jerome K. Jerome Journal d'un touriste (en) (1891), contient un aparté titré « A Faithful Bradshaw ». Cette section décrit un incident comique où l'auteur est trompé à chaque fois par des guides périmés.
Les guides Bradshaws sont aussi mentionnés dans des romans modernes situés dans le passé, comme Les Royaumes du Nord de Philip Pullman (1995).
Dans le roman de Terry Pratchett Déraillé (2013), Moite Von Lipwig rencontre une Mrs. Georgina Bradshaw (Mme Chaix en traduction française), qui commence ensuite à écrire des guides « Pour voyager à bord du chemin de fer hygiénique d’Ankh-Morpork et des plaines de Sto ». Pratchett a publié l'année suivante Le Guide de Mme Chaix (2014).